# Beatrix Kutschera

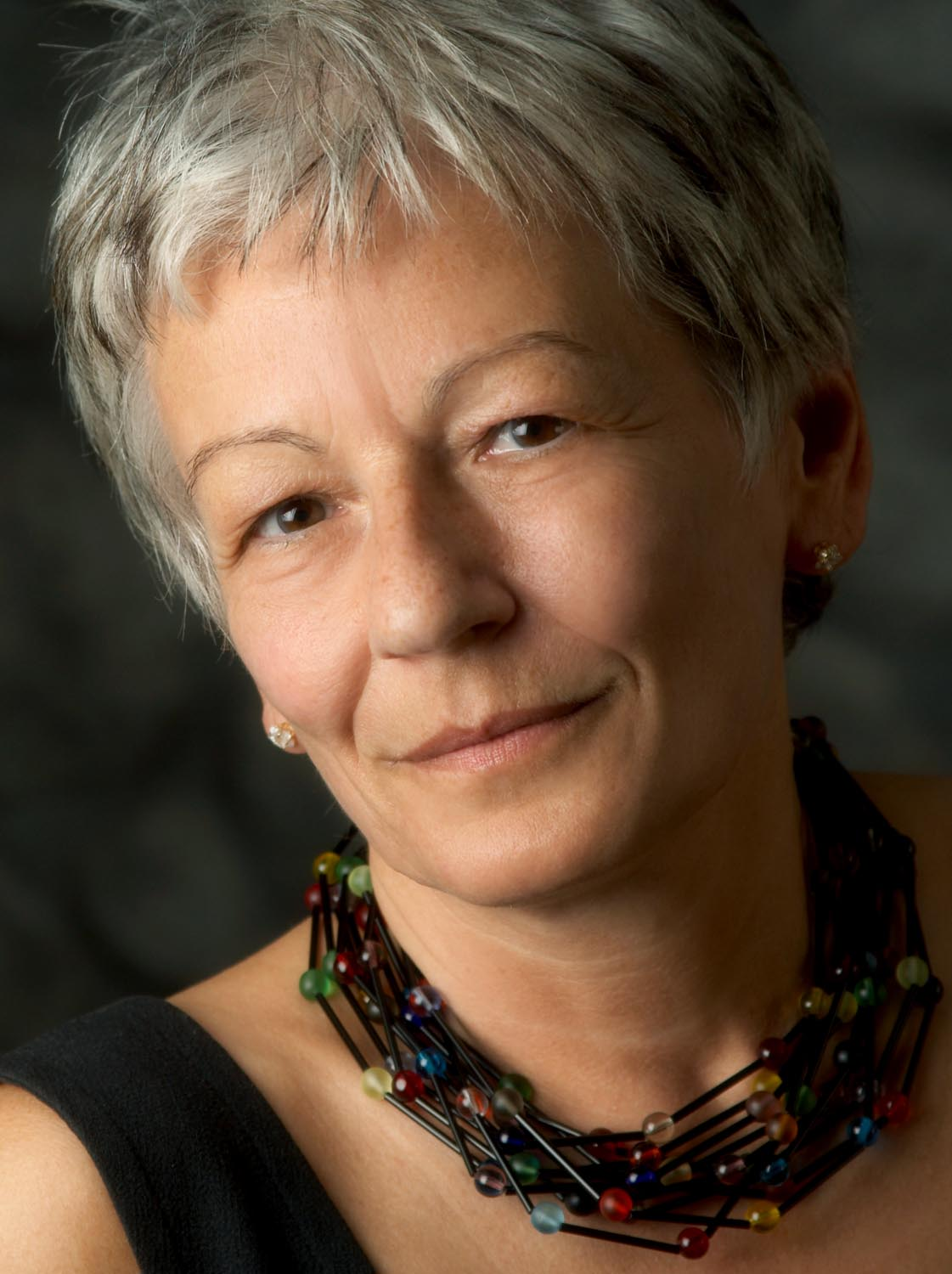
Beatrix Kutschera

Beatrix Kutschera (* 6. November 1952 in Wien) ist eine österreichische Malerin.

## Leben
Kutschera erhielt eine Ausbildung von 1967 bis 1971 an der Graphischen Bundes-, Lehr- und Versuchsanstalt in Wien. 1971 erfolgte die Gründung der Arbeitsgemeinschaft Atelier No 21 mit Johannes Fessl, die bis 1981 bestand. Seit dieser Zeit war sie als Malerin und Graphik-Designerin tätig. In den ersten Arbeitsjahren entstanden zahlreiche Buchillustrationen. 1978 war die Eröffnung der Galerie No 21 und sie hatte die Leitung bis 1983. Parallel zur Werbegrafik erfolgte eine Teilnahme an Kunstmärkten in Österreich und Deutschland, sowie Kollektiv- und Einzelausstellungen im In- und Ausland. 1981 erfolgte die Übernahme des Atelier No 21 und eine gravierende Änderung des Malstils.  1986 erwarb sie ein Sommeratelier in Gösing am Wagram. Kutschera ist Mitglied des Verbandes der Graphik Designer Österreich, der IG Bildende Kunst und des Mödlinger Künstlerbundes.

## Werk
Die zuvor illustrativ wirkenden Hausfassaden wurden 1981 von lockeren Landschaftsbildern abgelöst. Zu den immer wieder bevorzugten Motiven zählen das Wald- und Weinviertel, die Lobau, das Marchfeld, aber auch italienische und französische Gebiete.
Einige ihrer Werke sind im Besitz des Kulturamtes der Stadt Wien, des Bundesministeriums für Unterricht und Kunst, der Niederösterreichischen Landesregierung und der Bundeswirtschaftskammer in  Wien, sowie in privaten Sammlungen.

## Werke
- Komm mit nach Blumental im Herbst; zusammen mit Friedl Hofbauer und Ingeborg H. Tschinkel; Jugend und Volk, Wien 1978 ISBN 3-7141-5481-7
- Ausstellung im Weinstadtmuseum Krems 2009[2]
- Übung macht den Meister, mit Prohaska, Verlag Wien, Jugend und Volk, 1990